# Sinagoga Beth Sholom
La Congregación Beth Sholom es una sinagoga conservadora ubicada en 8231 Old York Road en el suburbio de Filadelfia, la ciudad más poblada del estado de Pensilvania (Estados Unidos). Es la única sinagoga diseñada por el famoso arquitecto Frank Lloyd Wright. Beth Sholom en hebreo significa Casa de la Paz. Completado en 1959, se lo ha llamado una "evocación modernista, translúcida y sorprendente de un templo antiguo, trasladado al suburbio de Elkins Park de Filadelfia por Frank Lloyd Wright. Fue designado Monumento Histórico Nacional en 2007 por su arquitectura.

## Arquitectura
El edificio fue diseñado por Frank Lloyd Wright, quien aceptó el encargo en septiembre de 1953. El edificio fue terminado y consagrado en 1959. Se ha citado como un ejemplo del estilo arquitectónico neomaya. Con sus paredes muy inclinadas de vidrio de alambre corrugado translúcido, se proyecta hacia el cielo como un "luminoso Monte Sinaí " (descripción del propio Wright). El techo es un material de fibra de vidrio. Ninguno de los materiales fue diseñado por Wright. Una muestra del techo está en exhibición en el centro de visitantes. No se han realizado modificaciones en el exterior desde la construcción inicial.
Durante el día, el interior está iluminado por la luz natural que entra a través de las paredes translúcidas del techo. Por la noche, todo el edificio brilla con iluminación artificial interior.

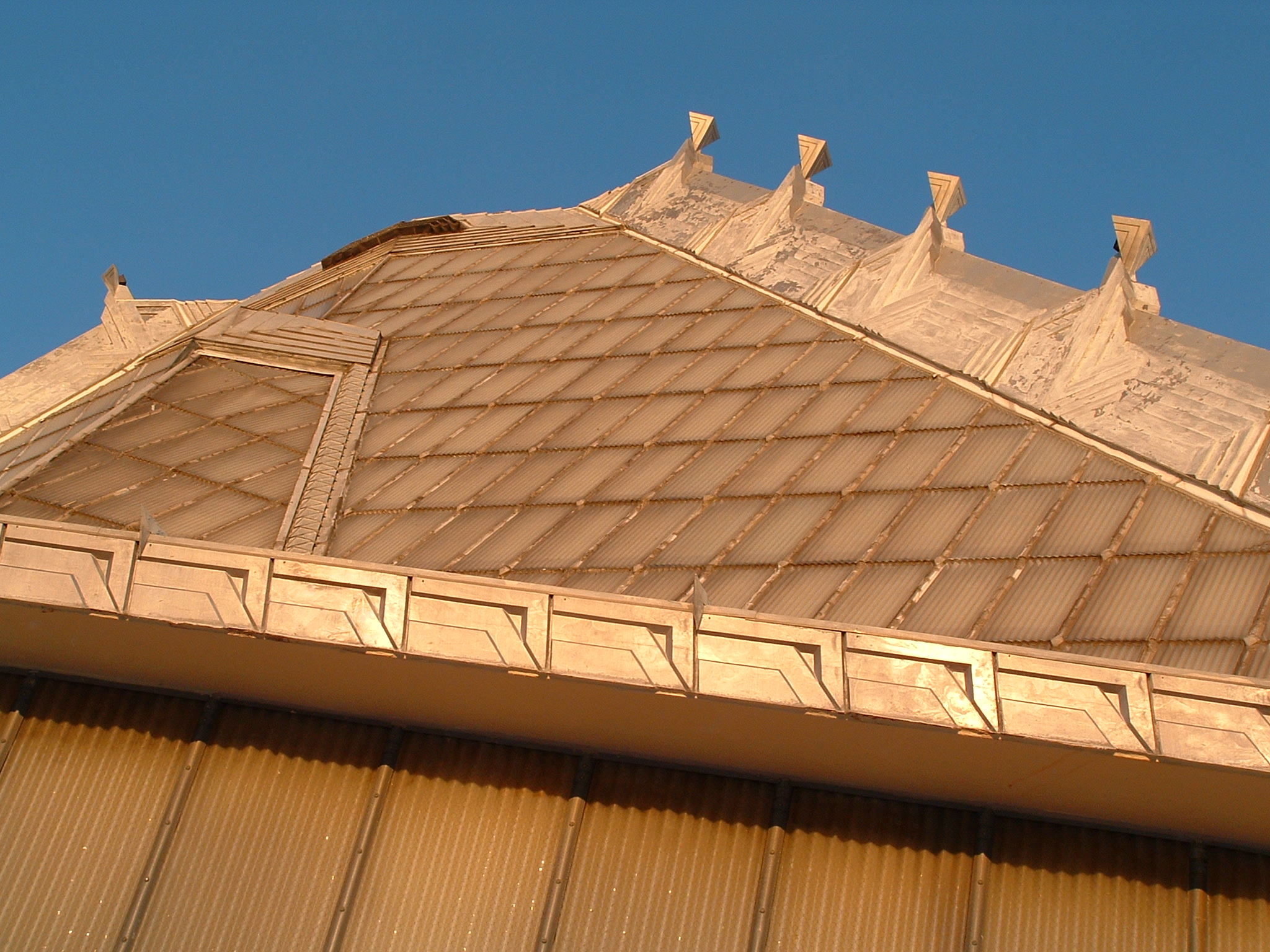
El techo de la sinagoga Beth Sholom al atardecer.

Frente a la sinagoga, y separado de ella unos 8 m, es un laver o fuente. En la antigüedad, la fuente (de la palabra "lavar" o "lavar"), en la que la gente se lavaba las manos antes del culto, habría sido de cobre. La fuente ornamental con aguas que fluyen frente a la entrada es un símbolo de la fuente antigua y también es un símbolo de pureza al entrar en adoración.
El santuario principal es lo suficientemente grande como para albergar a unas 1020 personas. El segundo santuario, con capacidad para más de 250 personas, está en el primer piso de la sinagoga. El rabino Mortimer Cohen había solicitado que el santuario principal estuviera en el segundo piso para estar iluminado con luz natural durante el día. El techo mide 33 m desde el piso hasta el techo, dando la impresión de elevarse hacia el cielo. En 2009, la congregación abrió un centro de visitantes. Los docentes dan recorridos varios días a la semana.
Los críticos han considerado que el diseño es el diseño "más expresivo" redactado en la carrera de Wright para cualquier lugar de culto. En 1960, el American Institute of Architects lo incluyó en la lista como uno de los 17 edificios estadounidenses que se conservarán como ejemplo de la contribución de Wright a la arquitectura en Estados Unidos.

## Galería

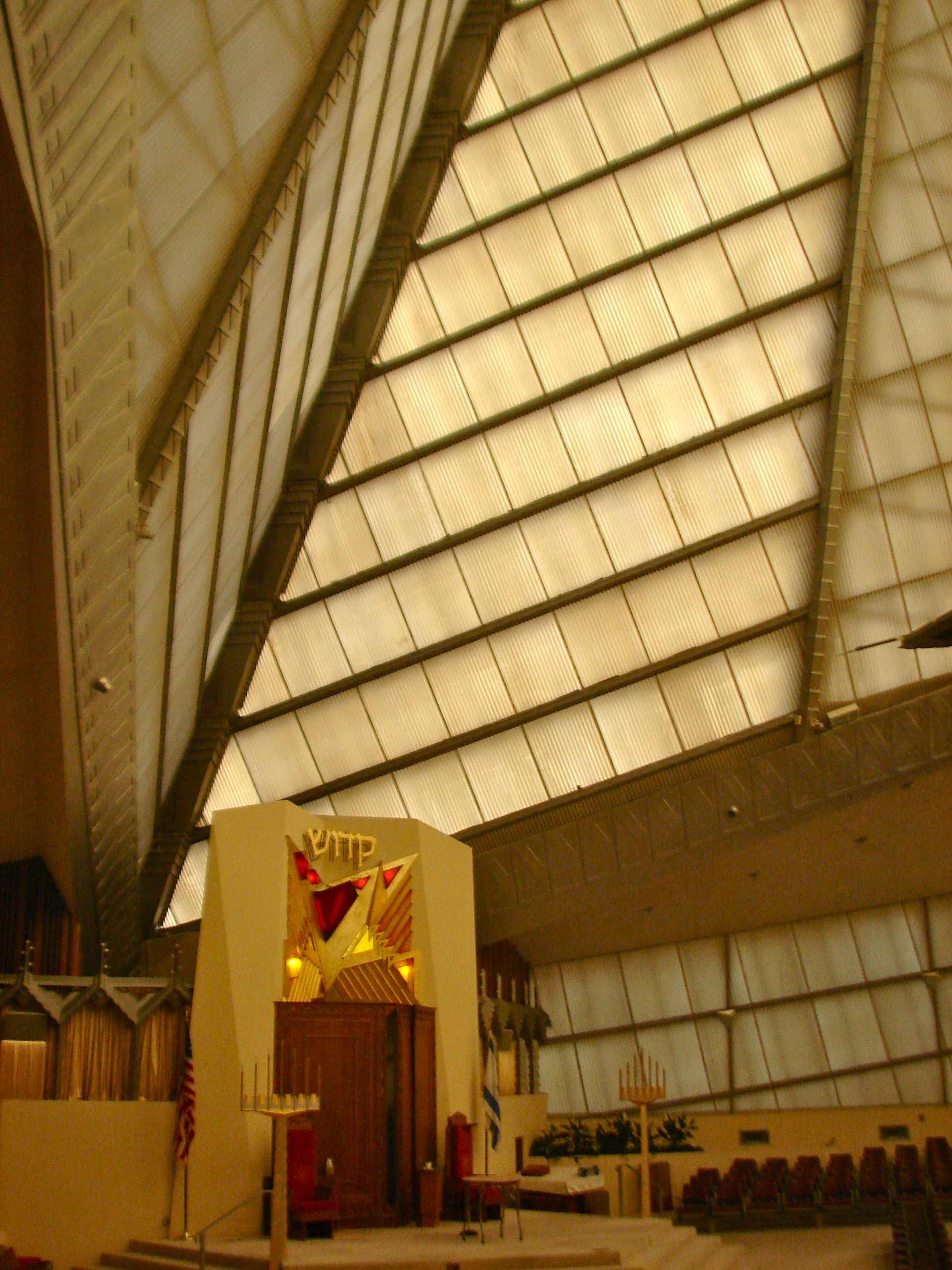
Mirando al sureste
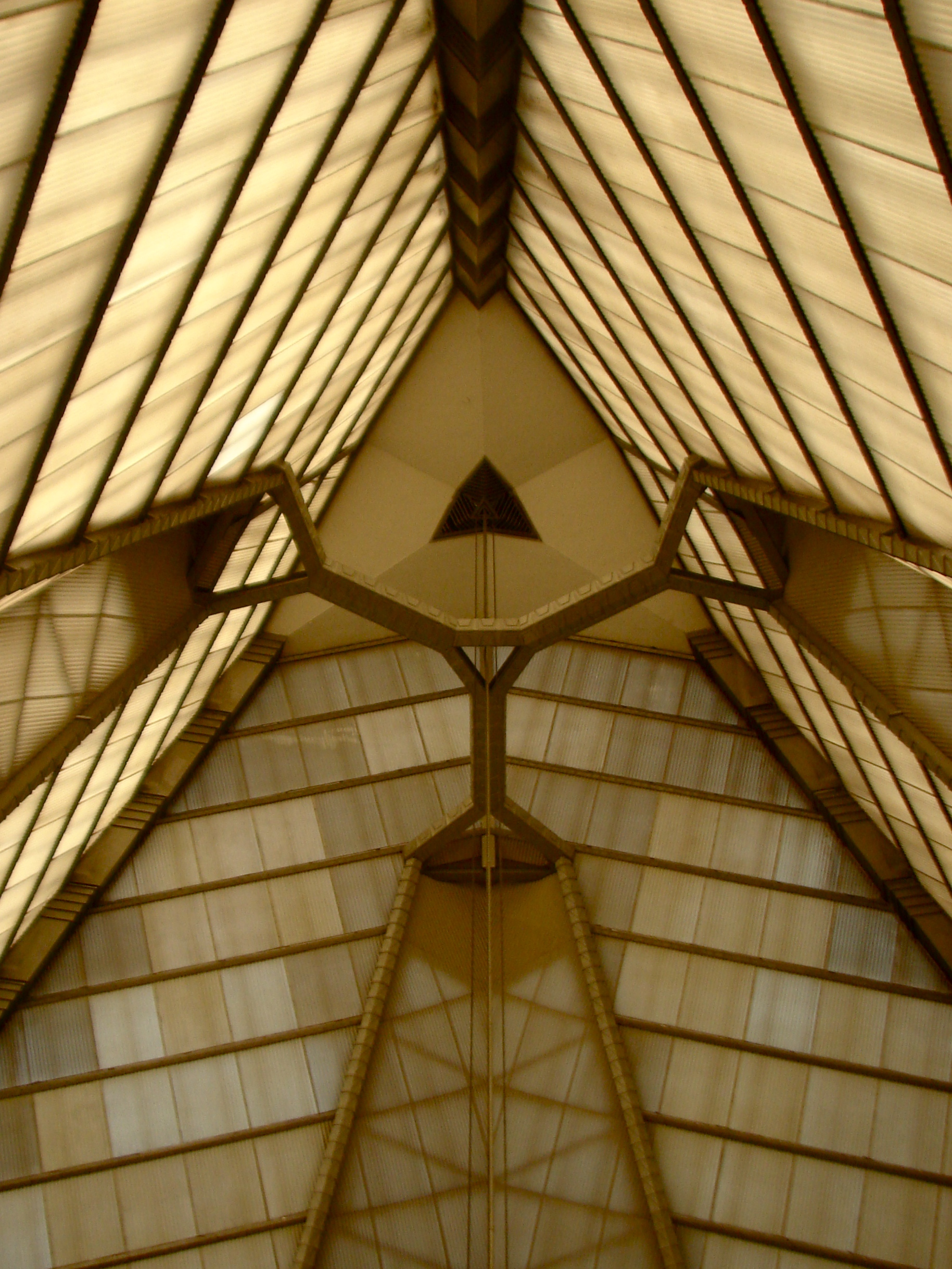
Techo
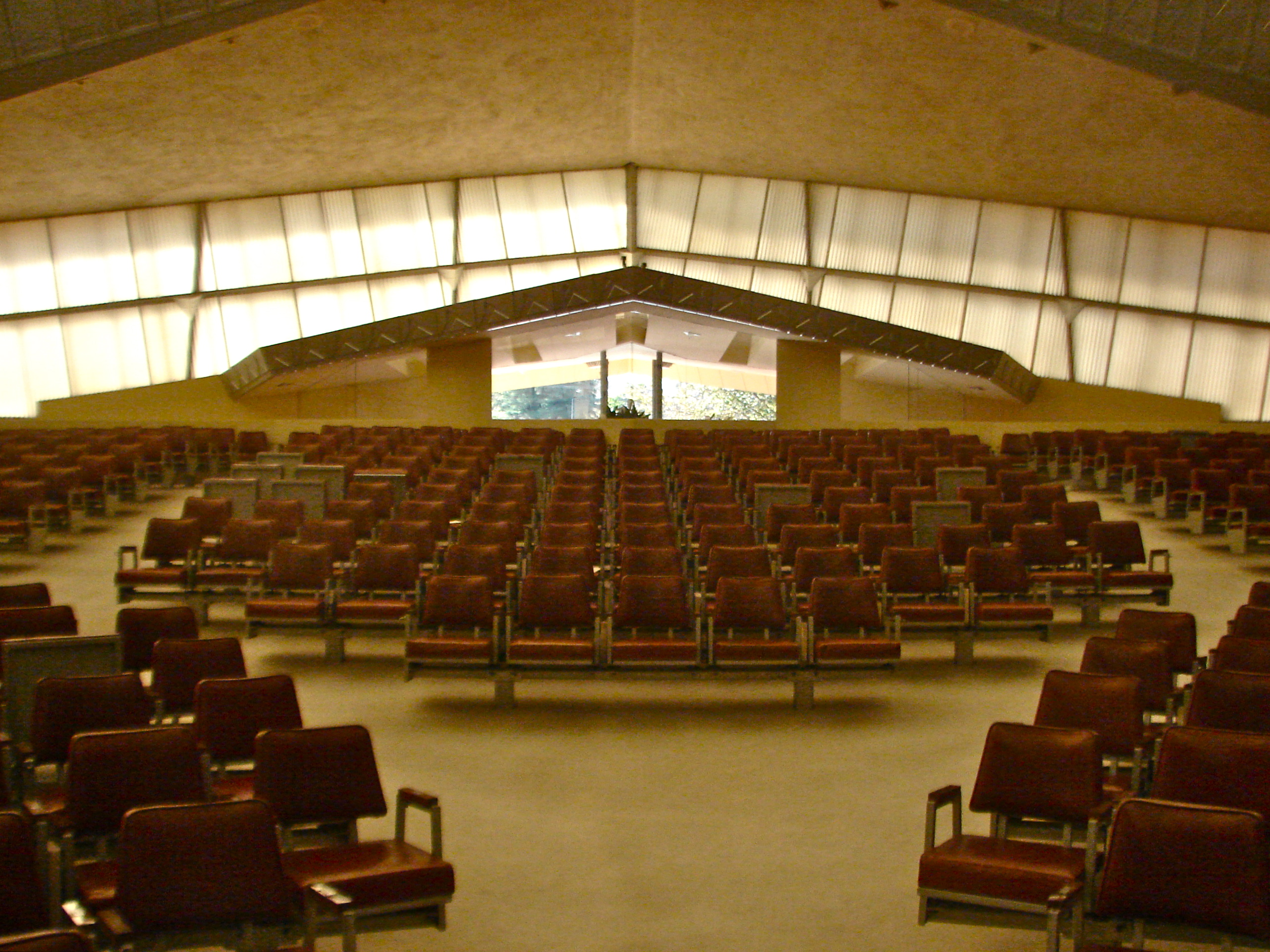
Mirando al oeste
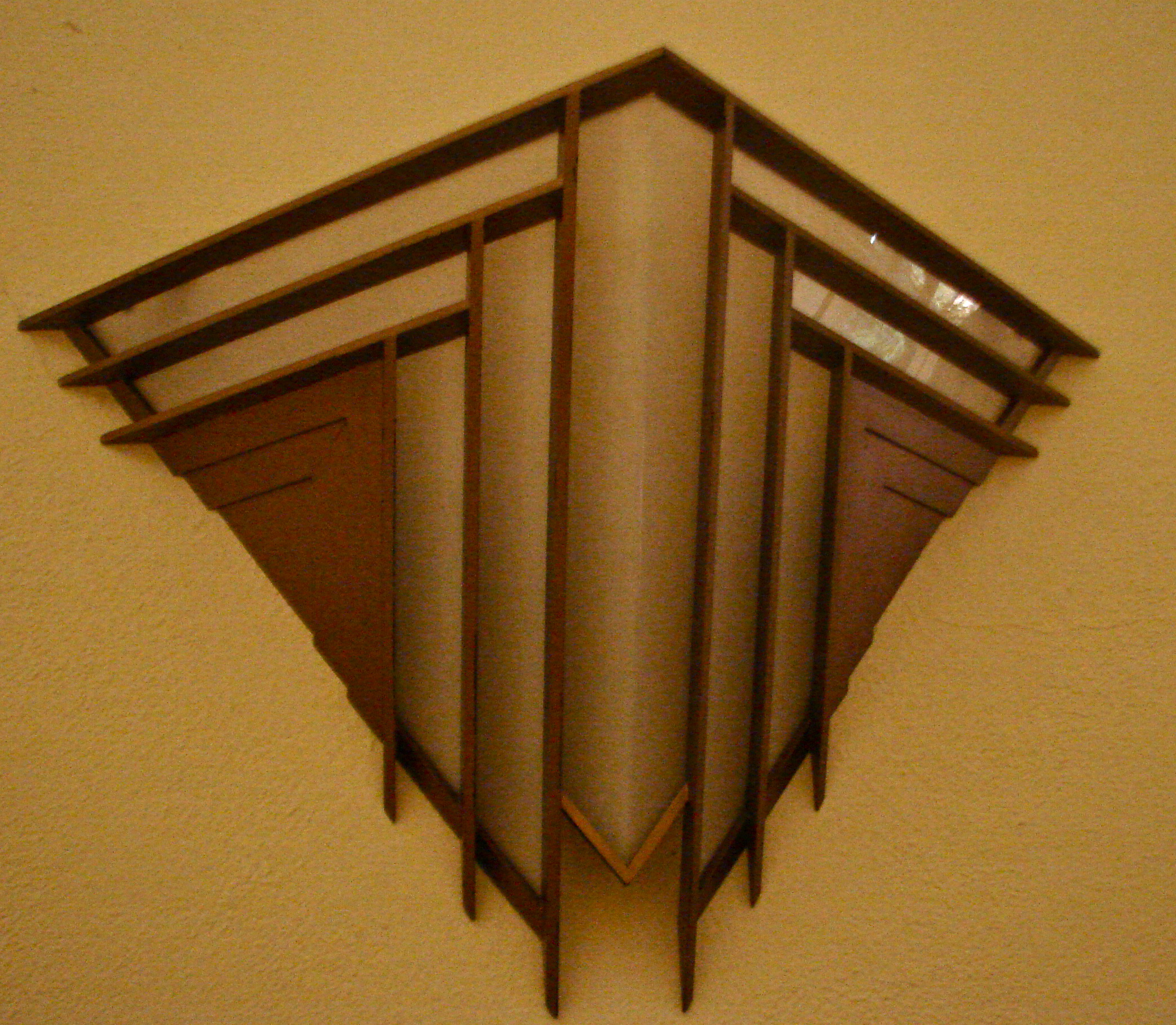
Lámpara
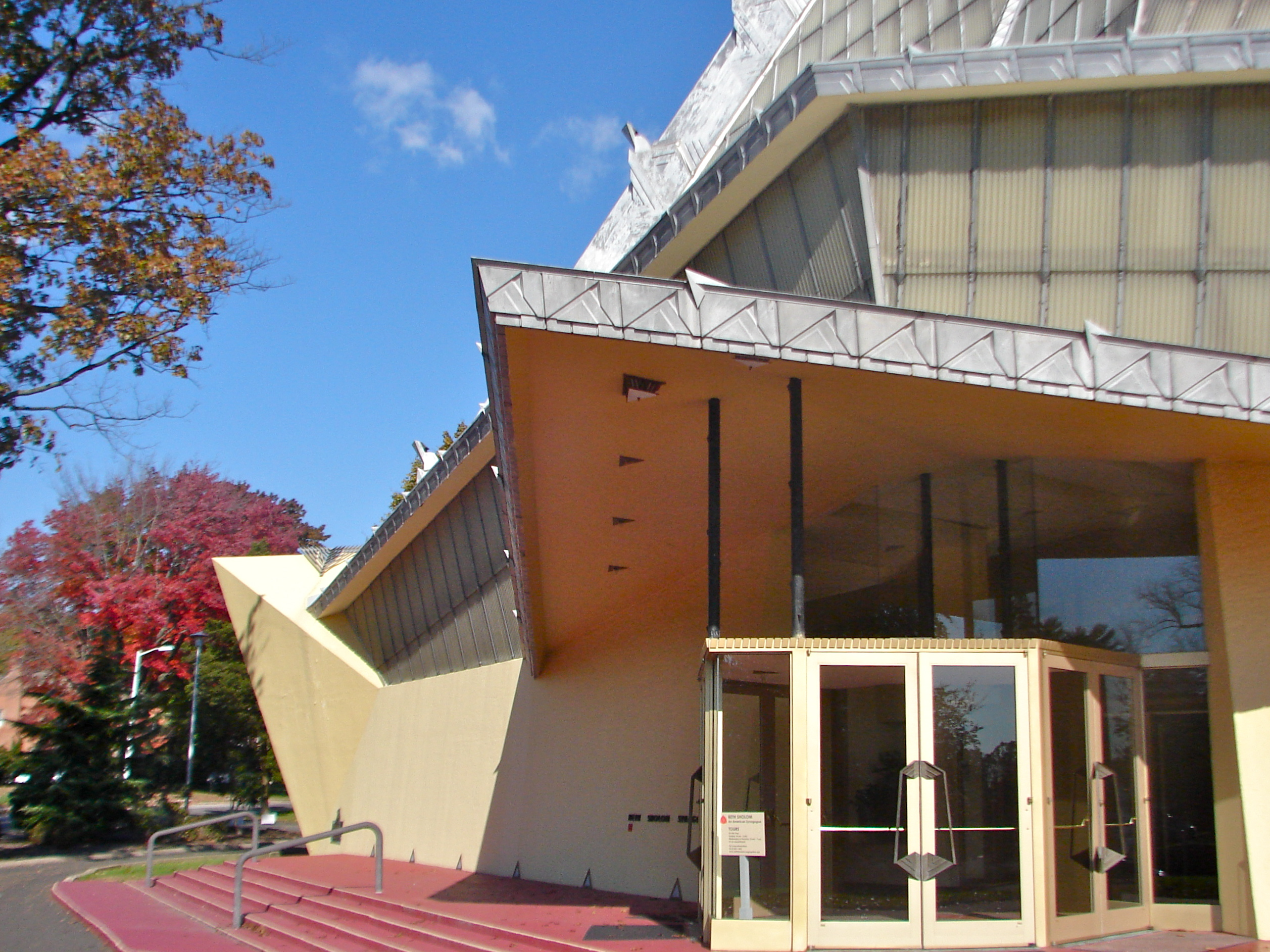
Entrada, mirando al norte
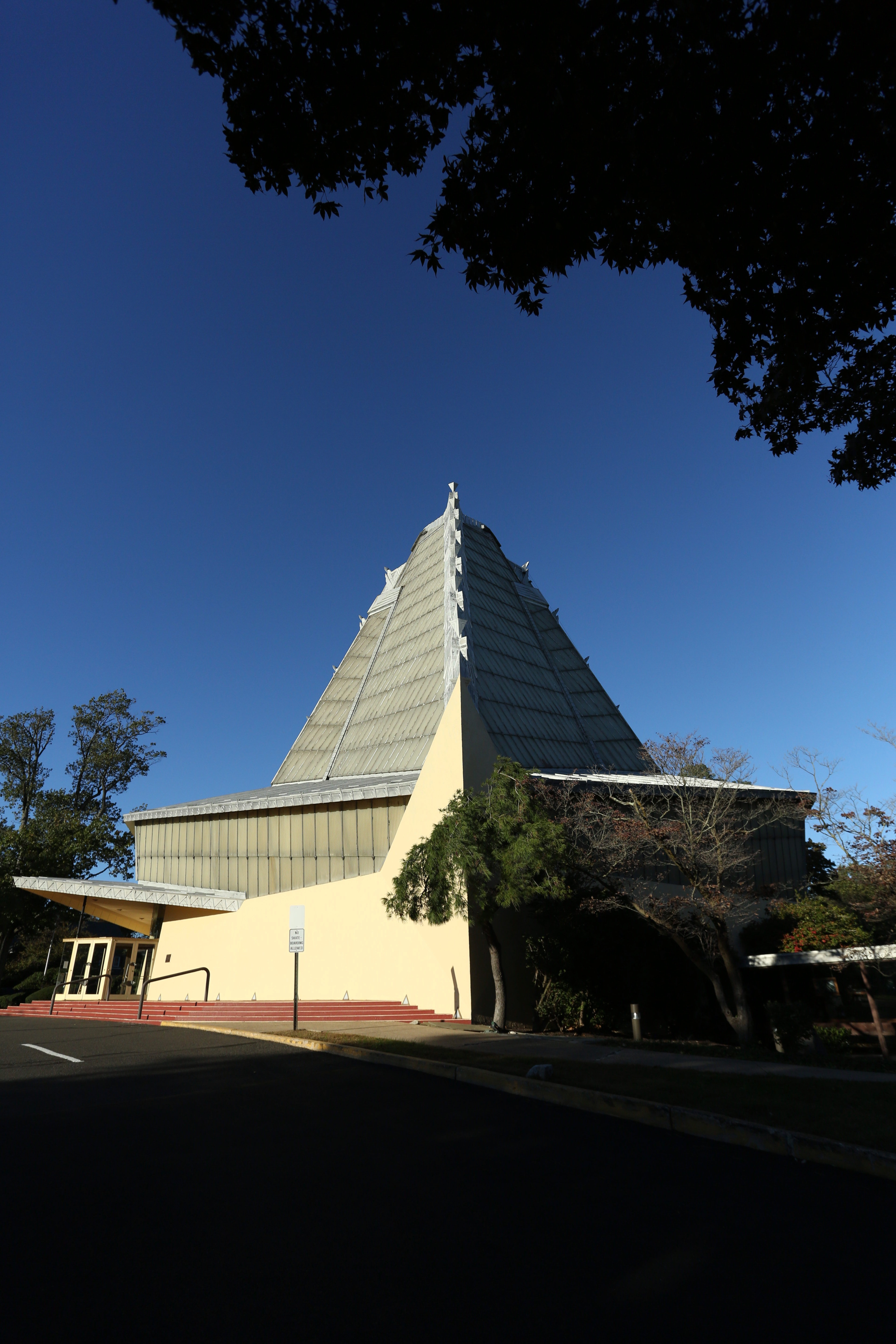
Vista lateral
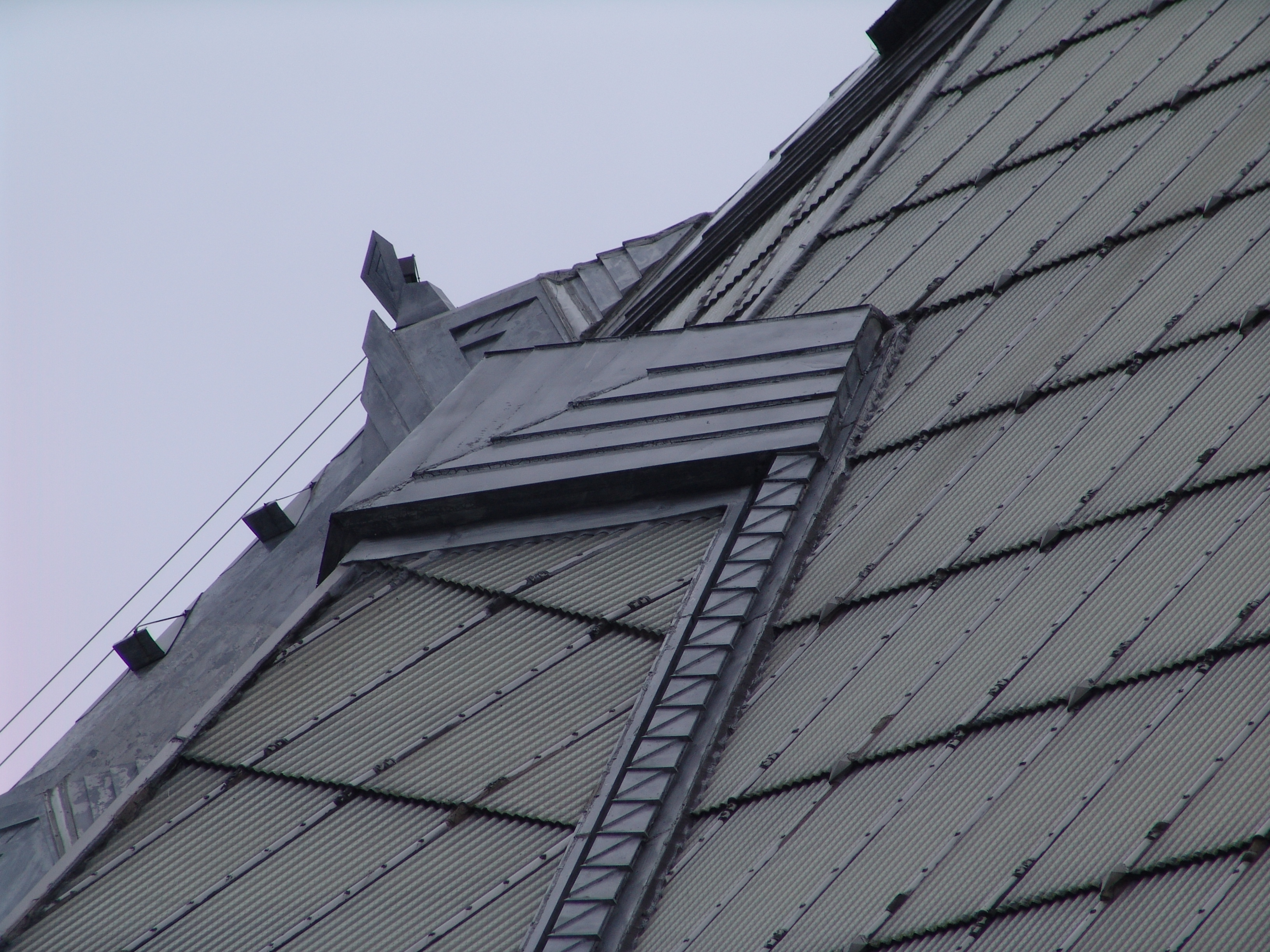
Detalle del techo
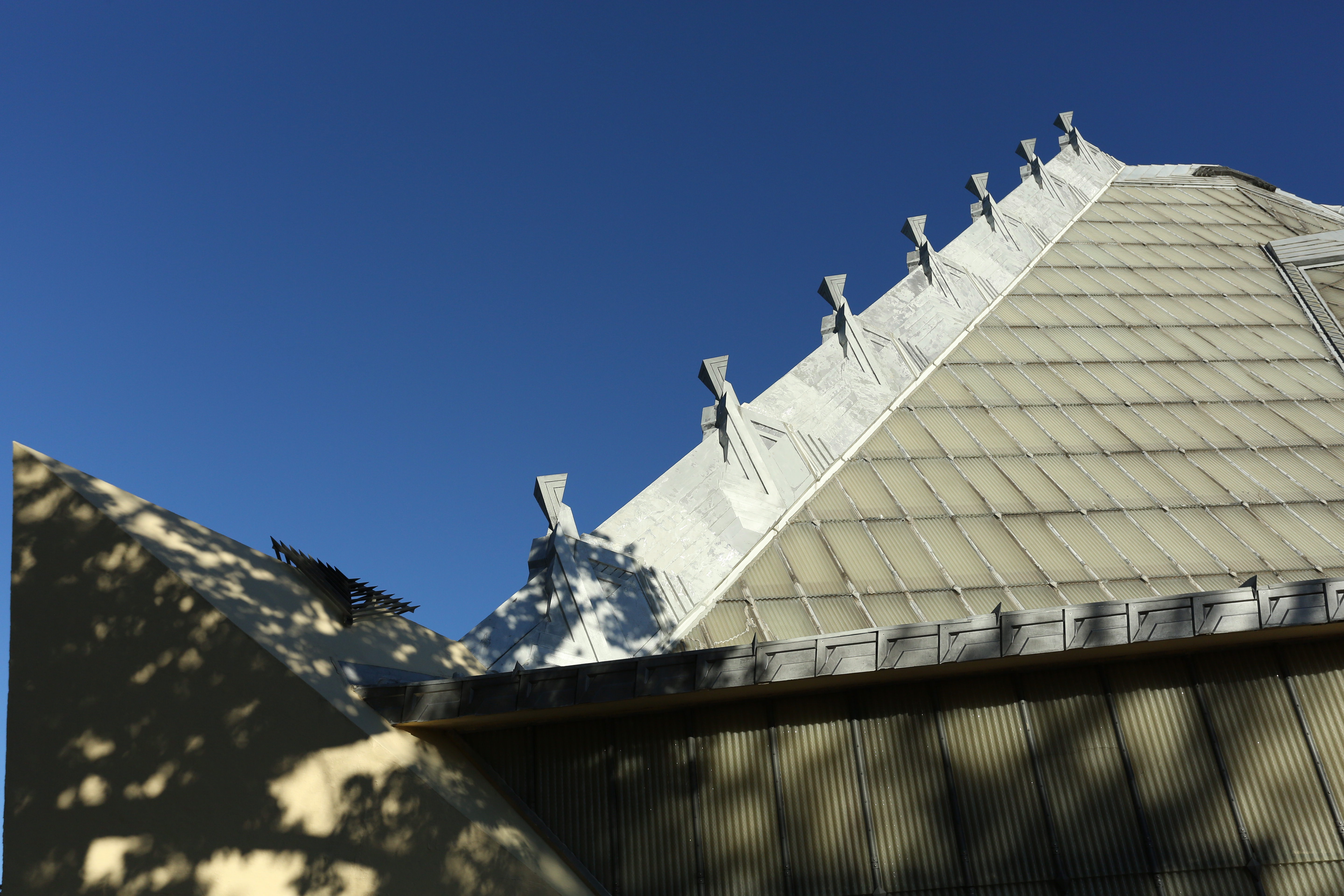
Detalle del techo
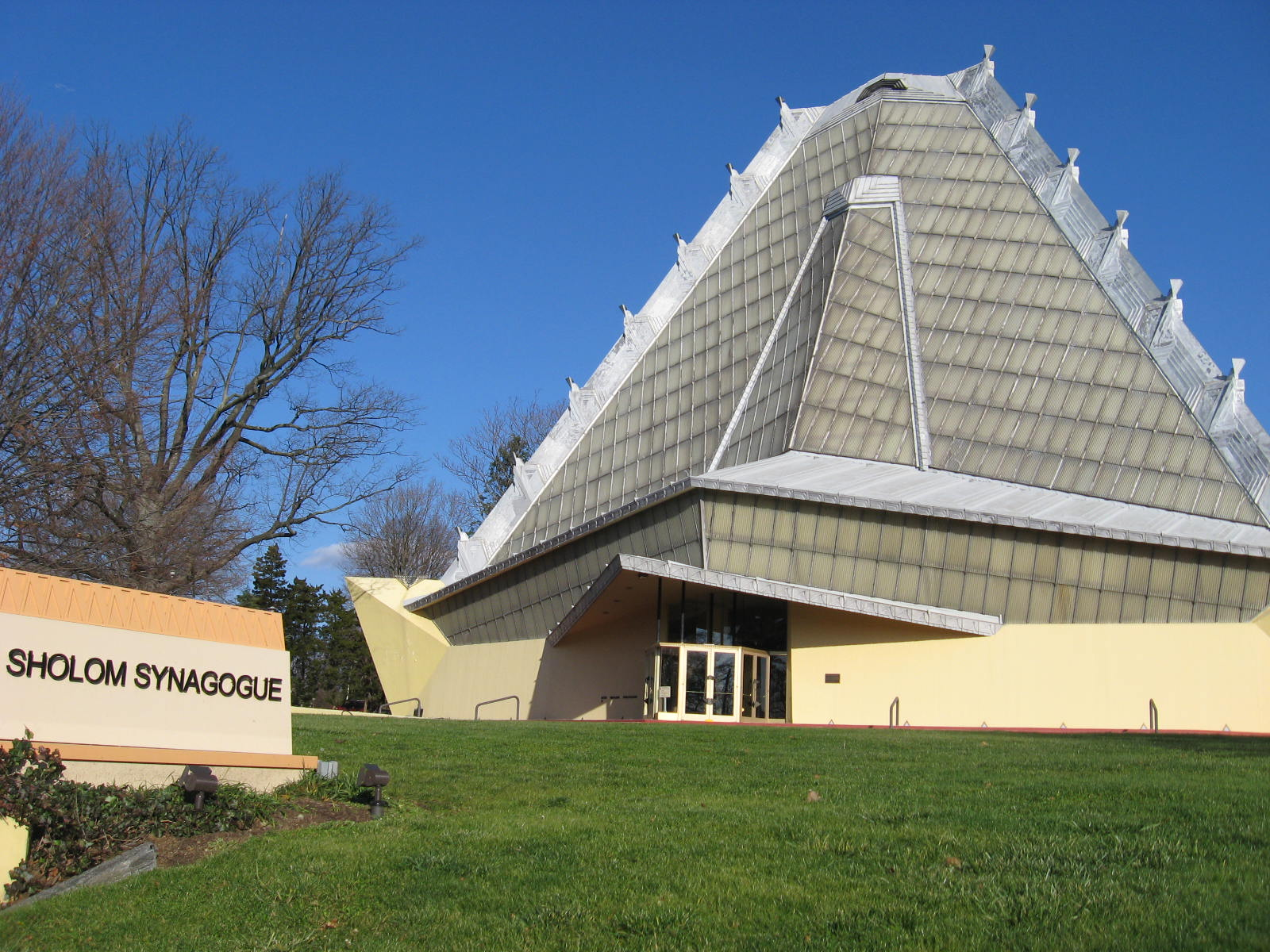
Vista frontal
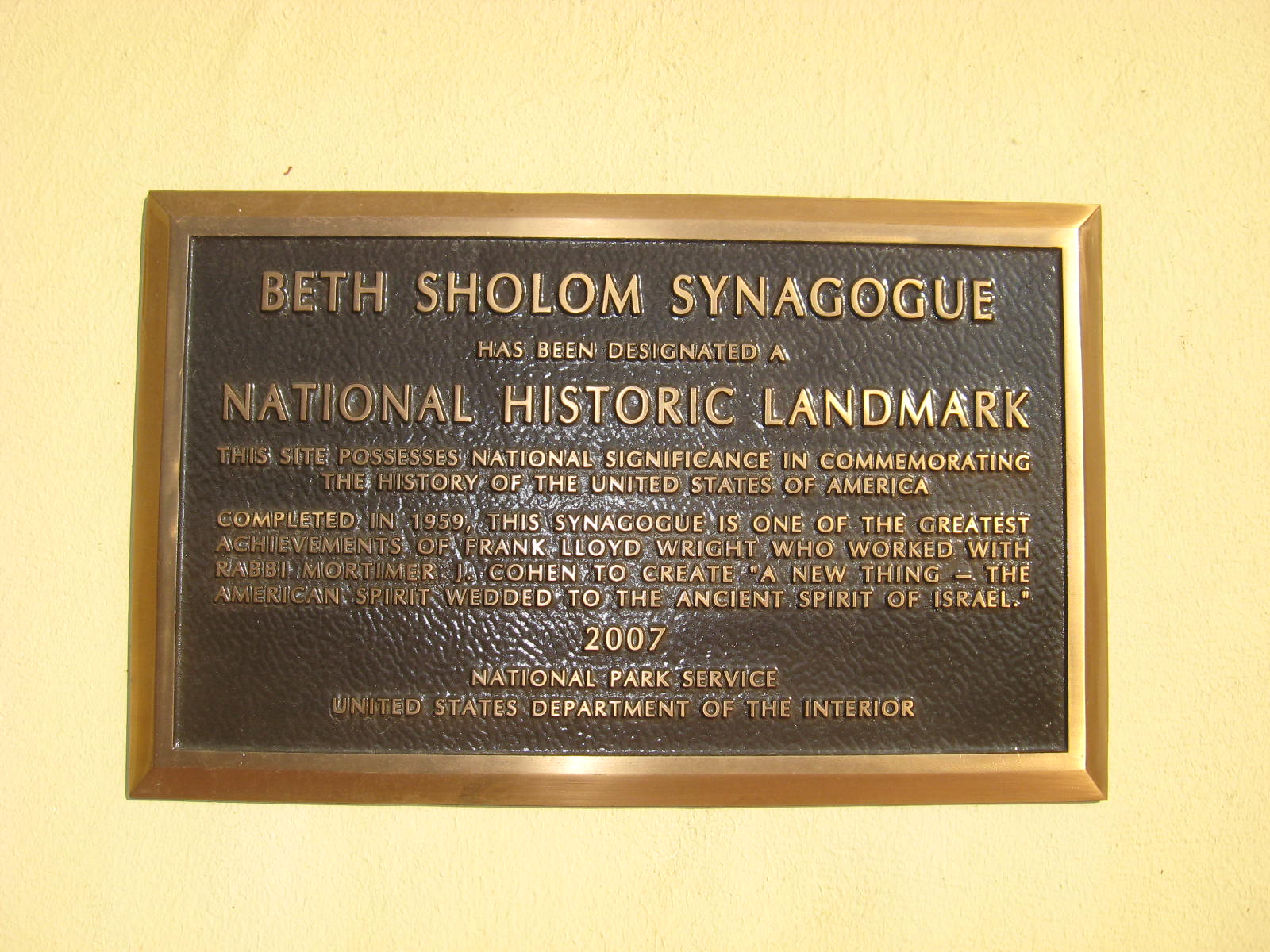
Placa de Monumento Histórico Nacional